# Summer's Back
Summer's Back is een nummer van de Braziliaanse dj Alok en de Britse zangeres Jess Glynne uit 2024.
Het nummer is gebaseerd op een sample uit Sing It Back van Moloko (1999). Alok noemde dat nummer "een klassieker en tijdloos" en voelde zich vereerd dat hij het mocht herbewerken voor een nieuwe generatie muziekliefhebbers. "Summer's Back" werd enkel in het Nederlandse taalgebied een kleine hit. Zo bereikte het de 38e positie in de Nederlandse Top 40, en de 31e in de Vlaamse Ultratop 50. Voor Glynne was het de eerste hit in zes jaar tijd.

## Tracklijst
Muziekdownload
1. "Summer's Back" - 2:27